# Mycerinopsis excavata
Mycerinopsis excavata là một loài bọ cánh cứng trong họ Cerambycidae.